# (6751) van Genderen
(6751) van Genderen (1114 T-1) – planetoida z grupy pasa głównego asteroid okrążająca Słońce w ciągu 3,78 lat w średniej odległości 2,42 j.a. Odkryta 25 marca 1971 roku.